# ستيفن مويما
ستيفن مويما (بالإنجليزية: Stephen Mwema) (مواليد 8 سبتمبر 1963) هو ملاكم كيني، مثّل بلاده في الألعاب الأولمبية الصيفية 1988.

## روابط خارجية
ستيفن مويما على موقع بوكس ريك (الإنجليزية) (registration required)
- ستيفن مويما على موقع أوليمبيديا (الإنجليزية)